# Обыкновенное чудо (мюзикл)
«Обыкновенное чудо» — мюзикл по одноимённой пьесе Евгения Шварца, поставленный в Москве режиссёром Иваном Поповски и продюсером Алексеем Иващенко, автором и продюсером мюзикла «Норд-Ост». Премьера мюзикла состоялась 15 октября 2010 года, мюзикл показывался ежедневно, кроме понедельника, до конца марта 2011 года. В мюзикле были заняты артисты, уже известные по работе в других московских мюзиклах, и пока не знакомые широкой публике актёры. Место постановки — Театральный центр на Дубровке — тот самый, где ранее шёл «Норд-Ост». Слоган спектакля: «Смешно… Безрассудно… Волшебно…»

## История создания
В мюзикле звучат песни из фильма «Обыкновенное чудо», поставленного Марком Захаровым, и ещё более двадцати музыкальных номеров, написанных для мюзикла теми же авторами — композитором Геннадием Гладковым и поэтом Юлием Кимом. Гладков по этому поводу сказал:
Мы поняли, что у нас есть пять основных песен, этаких настоящих колонн. Между ними — много пустот. Мы дописали более 20 песен.
Песни были готовы не позже 2008 года. По словам Кима, он решил заняться этим мюзиклом потому, что «в знаменитом фильме Марка Захарова обнаружились большие резервы для музыкального варианта великой пьесы <…>. Грех было не использовать эти драгоценные возможности».
Мюзикл показывается в сопровождении «живого звука» — оркестра из 18 инструментов. Оркестр был набран специально для мюзикла, в него входили более 60 человек, в числе которых музыканты Российского национального оркестра, Большого симфонического оркестра и Оркестра кинематографии.
Постановкой мюзикла занималась компания «Маскарад», созданная Алексеем Иващенко в 2009 году для постановки в России музыкальных спектаклей, а также реализации театральных и концертных проектов.
Продюсер был уверен в «огромных перспективах» мюзикла, поскольку осенью 2010 года в Москве в ежедневном режиме, по его словам, будут идти всего два мюзикла — «Обыкновенное чудо» и «Zorro», и не боялся, что зрителей отпугнёт Театральный центр на Дубровке, где в 2002 году произошёл теракт:
Театральный центр на Дубровке — один из лучших театральных залов Москвы. Уже несколько лет здесь идёт активная театральная жизнь — играются драматические спектакли и мюзиклы, проводятся детские фестивали и новогодние представления. Если мы сделаем плохой спектакль — зрители не пойдут ни на Дубровку, ни куда-либо ещё, а если сделаем лучший в мире — они обязательно придут.
На сайте Musicals.Ru было размещено приглашение на подбор актёров для «Обыкновенного чуда», который был запланирован на февраль — март 2010 года и должен был состояться в Театральном центре на Дубровке. Создатели искали «молодую героиню — сопрано», «характерную героиню — меццо-сопрано», «молодого героя — баритон», «героя — баритон» и «характерного актёра — тенор». К кандидатам предъявлялись следующие требования: профессиональное образование (музыкальное или актёрское), вокальные данные, а также регистрация или разрешение на работу на территории России. По словам Алексея Иващенко, в кастинге приняли участие более 800 человек.
С 13 сентября по 6 октября 2010 года газета «Аргументы и факты» проводила розыгрыш билетов на мюзикл, в котором поучаствовали более пятисот человек. Участникам нужно было правильно ответить на три вопроса о Евгении Шварце и пьесе «Обыкновенное чудо». Победители были объявлены 7 октября. Также розыгрыш билетов проводило РИА Новости. В розыгрыше мог принять участие любой владелец аккаунта на Twitter, кроме сотрудников РИА Новости.
«Радио России» приглашало Алексея Иващенко и актрису Елену Чарквиани, играющую Эмилию, к себе для проведения «прямой линии» с читателями.
Сообщалось, что показ мюзикла прошёл ещё 13 февраля 2009 года в Санкт-Петербурге, во Дворце культуры имени Ленсовета. Авторами мюзикла были названы те же Геннадий Гладков и Юлий Ким, однако спектакль был поставлен Светланой Самородовой с другими актёрами и был на 20 минут короче московской версии.
Работа над московской постановкой велась около полутора лет, движущиеся декорации создавались почти полгода.
В спектакле поют почти все действующие лица.

## Авторы и создатели мюзикла[20]
- Автор пьесы — Евгений Шварц.
- Композитор — Геннадий Гладков.
- Автор либретто — Юлий Ким.
- Режиссёр — Иван Поповски.
- Художник-постановщик — Лариса Ломакина.
- Художники по костюмам — Вадим Воля, Ольга-Мария Тумакова.
- Художник по свету — Глеб Фильштинский.
- Саунд-дизайнер — Юрий Романов.
- Оркестровщик, дирижёр-постановщик — Вячеслав Сержанов.
- Музыкальный руководитель по работе с артистами — Татьяна Солнышкина.
- Музыкальный руководитель, дирижёр — Армен Погосян.
- Хореограф — Олег Глушков.
- Постановщик фехтования — Андрей Рыклин.

## Актёрский состав[21]
| Актёр              | Роли                                                           | Предыстория |
| ------------------ | -------------------------------------------------------------- | --- |
| Ажажа Ольга        | Оринтия, Принцесса                                             | РАМТ |
| Балалаев Игорь     | Волшебник                                                      | мюзиклы «Notre Dame de Paris», «12 стульев», «Ромео и Джульетта», «Кошки», «Кабаре», «Монте-Кристо»                                      |
| Безруков Василий   | Первый Министр, Придворный Повар                               | мюзикл «Норд-Ост» |
| Берёзка Антонина   | Придворная дама, Принцесса                                     | студентка Театрального института имени Бориса Щукина, вокалистка группы «Радуга»                                                         |
| Грачёв Андрей      | Первый Министр                                                 | солист группы «Justlisten» |
| Денисенко Элена    | Придворная дама, Хозяйка                                       | мюзикл «Норд-Ост» |
| Добронравов Виктор | Администратор                                                  | мюзикл «Красавица и чудовище» |
| Душкина Софья      | Придворная дама                                                | мюзиклы «Tomorrowland», «Норд-Ост», «12 стульев»                                                                                         |
| Запорожский Кирилл | Медведь, Придворный Доктор                                     | вокалист группы FPS |
| Иващенко Алексей   | Волшебник                                                      | |
| Казанчеев Олег     | Волшебник                                                      | Театр на Таганке, «Иисус Христос — суперзвезда»                                                                                          |
| Кивайло Алёна      | Аманда, Эмилия                                                 | |
| Коряковский Иван   | Придворный Парикмахер, Ученик Охотника                         | |
| Костецкая Оксана   | Эмилия                                                         | мюзиклы «Норд-Ост», «Кошки», «Красавица и чудовище», «Кабаре»                                                                            |
| Лёвкин Павел       | Медведь, Придворный Доктор                                     | Московский художественный театр |
| Линдт Ирина        | Хозяйка                                                        | Театр на Таганке, мюзиклы «Tomorrowland», «Норд-Ост», «Энни»                                                                             |
| Мазихин Юрий       | Король                                                         | Театр на Таганке, мюзиклы «Tomorrowland», «Норд-Ост», «12 стульев», «Продюсеры», «Кабаре»                                                |
| Маркин Пётр        | Волшебник                                                      | Театр-кабаре «Летучая мышь», мюзиклы «Tomorrowland», «Норд-Ост», «Буратино»                                                              |
| Моисеева Елена     | Придворная дама                                                | мюзиклы «Норд-Ост», «Красавица и чудовище»                                                                                               |
| Новиков Дмитрий    | Министр-Администратор, Придворный Палач, Придворный Парикмахер | мюзикл «Бременские музыканты» |
| Пак Юлия           | Принцесса, Придворная дама                                     | ГИТИС, бэк-вокал в группе Гоши Куценко                                                                                                   |
| Александр Рагулин  | Охотник, Волшебник                                             | РАМТ |
| Рассудов Павел     | Трактирщик                                                     | «Норд-Ост», «Энни», «Любовь и шпионаж»                                                                                                   |
| Сорокин Сергей     | Ученик Охотника                                                | театр «Зазеркалье», мюзиклы «Красавица и чудовище», «Бременские музыканты», «Мастер и Маргарита»                                         |
| Суханов Александр  | Охотник, Придворный Палач                                      | ГИТИС |
| Тимошенко Юлия     | Оринтия, Придворная дама                                       | ГИТИС, мюзиклы «Иствикские ведьмы», «Красавица и чудовище»                                                                               |
| Усков Сергей       | Король                                                         | ЕГТИ |
| Халтурин Владимир  | Трактирщик                                                     | театр «Эрмитаж», МХАТ, мюзикл «Mamma Mia!»                                                                                               |
| Хрулёв Павел       | Медведь                                                        | ВГИК, РАМТ |
| Цветкова Татьяна   | Аманда, Придворная дама, Хозяйка                               | ГИТИС |
| Чарквиани Елена    | Эмилия                                                         | мюзиклы «Дракула», «Свадьба соек», «We Will Rock You», «Кошки», «Mamma Mia!», «Красавица и чудовище», «Карлсон, который живёт на крыше». |
| Эльдаров Антон     | Министр-Администратор                                          | |